# زبان اشاره والنسیایی
زبان اشاره والنسیایی زبان اشاره‌ای است که توسط ناشنوایان و کم شنوایان در بخش خودمختار والنسیا، اسپانیا استفاده می‌شود.